# Adrienne Horváthová
Adrienne Horváthová (nepřechýleně Adrienne Horváth; * ?) je maďarská baletní tanečnice, instruktorka pilates a fotografka.

## Kariéra
Vystudovala Maďarskou akademii tance v roce 1989. Ve stejném roce se stala členkou Maďarské státní opery, kde tančila více než 25 let.
Masters: Mária Kékesi, Etelka Kálmán, Flóra Kajdani a Katalin Sebestény. Vyučuje na Akademii tance, Středoevropském tanečním divadle (KET), vede také individuální a skupinové lekce pilates.

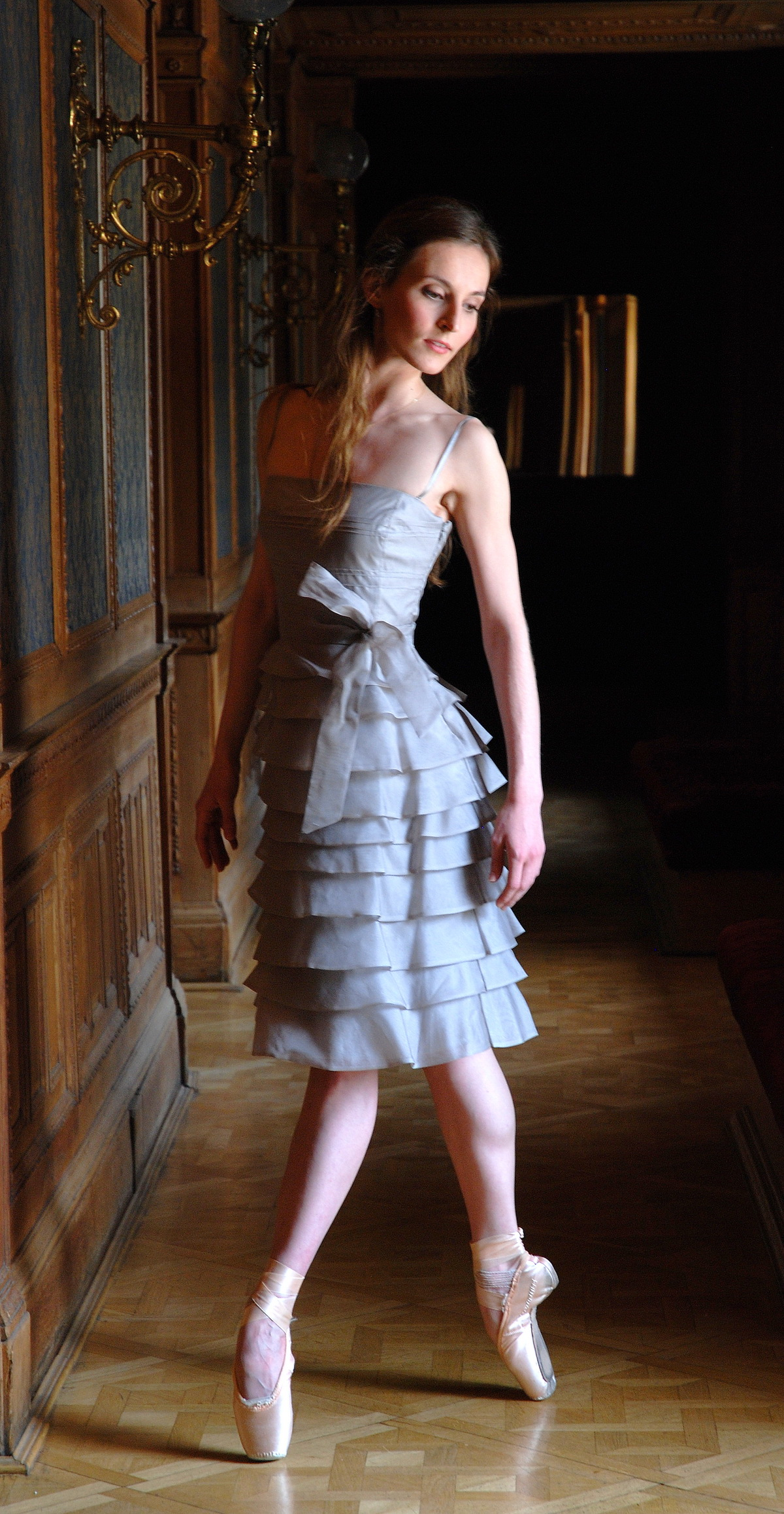
Somorjai Enikő Horváth na fotografii Adrienne v roce 2008

Své umění projevuje nejen v tanci, ale také ve fotografii.

## Role
Počet představení registrovaných v databázi divadel v roce 2016. 
- Čajkovskij - Vajnonen: Louskáček - 2 sněhové vločky
- Čajkovskij - Róna : Šípková Růženka - šperky (safír, diamant)
- Jiří Kylián: Šest tanců (Mozart : Šest německých tanců[2])
- Minkusz - Petipa : Don Quijote - 2 přítelkyně
- Theodorákis – Keveházi : Zorba - kurtizána
- Čajkovskij - Party: Anna Karenina - 6 služek
- Seregi : Faust - 2 núbijské dívky
- Asafjev - Zaharov : Bachčišerajská fontána - malá sóla
- Dvořák - Party: Gone with the Wind - 6 dívek
- Nyman - András Lukács : Dopis Martě Grahamové
- Petipa-Minkus-Muchamedov: The Bayader - 2 dívky s šátkem